# Тянево (Хасковская область)
Тянево (болг. Тянево) — село в Болгарии. Находится в Хасковской области, входит в общину Симеоновград. Население составляет 312 человек.

## Политическая ситуация
В местном кметстве Тянево, в состав которого входит Тянево, должность кмета (старосты) исполняет Илияна Александрова Асенова (Граждане за европейское развитие Болгарии (ГЕРБ)) по результатам выборов правления кметства.
Кмет (мэр) общины Симеоновград — Милена Георгиева Рангелова (Демократы за сильную Болгарию (ДСБ)) по результатам выборов в правление общины.